# Želva angonoka
Želva angonoka (Astrochelys yniphora) je kriticky ohrožený druh suchozemské želvy z Madagaskaru. Patří do rodu Astrochelys spolu s želvou paprsčitou.
Dosahuje délky okolo 40 centimetrů a váhy až 19 kilogramů, samci bývají větší než samice. Krunýř je hnědě zbarvený se světlejší kresbou, horní část je výrazně vyklenutá, zatímco spodní část je konvexní. Vpředu má nápadný výrůstek, který pomáhá rozhrnovat vegetaci a samci jej také používají v bojích o samice, při nichž si pomáhají předními končetinami krytými silnými šupinami. Želva obývá savany, nízké bambusové lesy a mangrovy, živí se rostlinami, především bauhíniemi. Pohlavní zralosti dosahuje v patnácti letech, rozmnožuje se v listopadu a prosinci, v období sucha omezuje aktivitu na minimum.
Angonoka obývá jediné místo na světě a tím je národní park Baie de Baly na severozápadním pobřeží Madagaskaru. V minulosti byly tyto želvy loveny pro maso a vyvážely se až na Komory, kde tento druh také jako první objevil v roce 1885 Léon Vaillant. Nyní je ohrožuje převážně vypalování trávy místními zemědělci, hlavními predátory jsou divoká prasata a káně madagaskarská. Jako sběratelská rarita jsou tyto želvy také předmětem ilegálního obchodu. Přežívá pouze několik set jedinců a odhaduje se, že do deseti let může tento druh ve volné přírodě zcela vymizet, proto byla angonoka zařazena na seznam Sto nejohroženějších druhů. V roce 1986 odstartoval Durrellův trust program na záchranu tohoto živočicha a zřídil pro něj záchrannou stanici Ampijoroa.